# Calycosoma
Calycosoma is een monotypisch geslacht van sponsdieren uit de klasse van de Hexactinellida.

## Soort
- Calycosoma validum Schulze, 1899